# Lijst van voetbalinterlands Peru - Sovjet-Unie
Deze lijst van voetbalinterlands is een overzicht van alle officiële voetbalwedstrijden tussen de nationale teams van Peru en de Sovjet-Unie. De landen speelden drie keer tegen elkaar. De eerste ontmoeting, een vriendschappelijke wedstrijd, werd gespeeld in Lima op 14 februari 1970. Het laatste duel, eveneens een vriendschappelijke wedstrijd, vond plaats op 19 april 1972 in Kiev (toenmalige Sovjet-Unie).

## Wedstrijden
| № | Plaats | Datum            | Competitie        | Wedstrijd          | Uitslag |
| - | ------ | ---------------- | ----------------- | ------------------ | ------- |
| 1 | Lima   | 14 februari 1970 | Vriendschappelijk | Peru – Sovjet-Unie | 0 – 0   |
| 2 | Lima   | 20 februari 1970 | Vriendschappelijk | Peru – Sovjet-Unie | 0 – 2   |
| 3 | Kiev   | 19 april 1972    | Vriendschappelijk | Sovjet-Unie – Peru | 2 – 0   |

## Samenvatting
| Competitie        | Totaal gespeeld | Winst Peru | Gelijk | Winst Sovjet-Unie | Doelsaldo Peru – Sovjet-Unie |
| ----------------- | --------------- | ---------- | ------ | ----------------- | ---------------------------- |
| Vriendschappelijk | 3               | 0          | 1      | 2                 | 0 − 4                        |
| Totaal            | 3               | 0          | 1      | 2                 | 0 − 4                        |

FPF · A-internationals · Selecties · Bondscoaches · Statistieken · Peruviaans vrouwenelftal · Olympisch elftal · Peru U21 · Peru U20 · Peru U19 · Peru U18 · Peru U17
1920 – 1929 ·
1930 – 1939 ·
1940 – 1949 ·
1950 – 1959 ·
1960 – 1969 ·
1970 – 1979 ·
1980 – 1989 ·
1990 – 1999 ·
2000 – 2009 ·
2010 – 2019 ·
2020 – 2029
WK 1930 · 
WK 1970 · 
WK 1978 · 
WK 1982 · 
WK 2018
OS 1936 · 
OS 1960
1927 · 
1928 · 
1929 · 
1930 · 
1931 · 1932 · 1933 · 1934 · 
1935 · 
1936 · 
1937 · 
1938 · 
1939 · 
1940 · 
1941 · 
1942 · 
1943 · 1944 · 1945 · 1946 · 
1947 · 
1948 · 
1949 · 
1950 · 1951 · 
1952 · 
1953 · 
1954 · 
1955 · 
1956 · 
1957 · 
1958 · 
1959 · 
1960 · 
1961 · 
1962 · 
1963 · 
1964 · 
1965 · 
1966 · 
1967 · 
1968 · 
1969 · 
1970 · 
1971 · 
1972 · 
1973 · 
1974 · 
1975 · 
1976 · 
1977 · 
1978 · 
1979 · 
1980 · 
1981 · 
1982 · 
1983 · 
1984 · 
1985 · 
1986 · 
1987 · 
1988 · 
1989 · 
1990 · 
1991 · 
1992 · 
1993 · 
1994 · 
1995 · 
1996 · 
1997 · 
1998 · 
1999 · 
2000 · 
2001 · 
2002 · 
2003 · 
2004 · 
2005 · 
2006 · 
2007 · 
2008 · 
2009 · 
2010 · 
2012 · 
2012 · 
2013 · 
2014 · 
2015 · 
2016 · 
2017 · 
2018 · 
2019 · 
2020 · 
2021 ·
2022 ·
2023 ·
2024
Algerije ·
Argentinië ·
Armenië ·
Australië ·
België ·
Bolivia ·
Brazilië ·
Bulgarije ·
Canada ·
Chili ·
China ·
Colombia ·
Costa Rica ·
Denemarken ·
Dominicaanse Republiek ·
Duitsland ·
Ecuador ·
El Salvador ·
Engeland ·
Finland ·
Frankrijk ·
Guatemala ·
Haïti ·
Honduras ·
Hongarije ·
IJsland · 
India ·
Irak ·
Iran ·
Italië ·
Jamaica ·
Japan ·
Joegoslavië ·
Kameroen ·
Kroatië ·
Marokko ·
Mexico ·
Nederland ·
Nicaragua ·
Nieuw-Zeeland ·
Nigeria ·
Oostenrijk ·
Panama ·
Paraguay ·
Polen ·
Qatar ·
Roemenië ·
Saoedi-Arabië ·
Schotland ·
Slowakije ·
Sovjet-Unie ·
Spanje ·
Trinidad en Tobago ·
Tsjechië ·
Tunesië ·
Uruguay ·
Venezuela ·
Verenigde Arabische Emiraten ·
Verenigde Staten ·
Wit-Rusland ·
Zuid-Korea ·
Zweden ·
Zwitserland
Australië (2018) ·
Denemarken (2018) ·
Frankrijk (2018) ·
Italië (1982) · 
Kameroen (1982) · 
Polen (1982)
FFUSSR · A-internationals · Bondscoaches · Vrouwenelftal van de Sovjet-Unie · Sovjet-Unie U18 · Sovjet-Unie U16
1920 – 1929 · 
1950 – 1959 · 
1960 – 1969 · 
1970 – 1979 · 
1980 – 1989 · 
1990 – 1992
EK 1960 · 
EK 1964 · 
EK 1968 · 
EK 1972 · 
EK 1976 · 
EK 1980 · 
EK 1984 · 
EK 1988 · 
EK 1992** 
WK 1958 · 
WK 1962 · 
WK 1966 · 
WK 1970 · 
WK 1974 · 
WK 1978 · 
WK 1982 · 
WK 1986 · 
WK 1990
OS 1952 ·
OS 1956 ·
OS 1960 · 
OS 1964 · 
OS 1968 · 
OS 1972 ·
OS 1976 ·
OS 1980 ·
OS 1984 · 
OS 1988
1923 · 
1924 · 
1925 · 
1926–1951 · 
1952 · 
1953 · 
1954 · 
1955 · 
1956 · 
1957 · 
1958 · 
1959 · 
1960 · 
1961 · 
1962 · 
1963 · 
1964 · 
1965 · 
1966 · 
1967 · 
1968 · 
1969 · 
1970 · 
1971 · 
1972 · 
1973 · 
1974 · 
1975 · 
1976 · 
1977 · 
1978 · 
1979 · 
1980 · 
1981 · 
1982 · 
1983 · 
1984 · 
1985 · 
1986 · 
1987 · 
1988 · 
1989 · 
1990 · 
1991 · 
1992** 
Algerije ·
Argentinië ·
België ·
Brazilië ·
Bulgarije ·
Canada ·
Chili ·
China ·
Colombia ·
Costa Rica ·
Cyprus ·
DDR ·
Denemarken ·
Duitsland ·
El Salvador ·
Engeland ·
Finland ·
Frankrijk ·
Griekenland ·
Guatemala ·
Hongarije ·
Ierland ·
IJsland ·
India ·
Iran ·
Israël ·
Italië ·
Japan ·
Joegoslavië ·
Kameroen ·
Koeweit ·
Luxemburg ·
Marokko ·
Mexico ·
Nederland ·
Nieuw-Zeeland ·
Noord-Ierland ·
Noord-Korea ·
Noorwegen ·
Oostenrijk ·
Peru ·
Polen ·
Portugal ·
Roemenië ·
Schotland ·
Spanje ·
Syrië ·
Tsjecho-Slowakije ·
Tunesië ·
Turkije ·
Uruguay ·
Verenigde Staten ·
Wales ·
Zweden ·
Zwitserland
België (1982) ·
Duitsland (1972) ·
Joegoslavië (1960) ·
Nederland (1988) ·
Polen (1982) ·
Spanje (1964)
** = Onder de naam Gemenebest van Onafhankelijke Staten